# Barrio San Gerónimo
El Barrio San Gerónimo, también conocido como FONAVI Centenario, es un conjunto de vivienda social construido en la ciudad de Santa Fe, en la República Argentina, a fines de la década de 1970. Se encuentra cerca del cruce de la Avenida Circunvalación con la Av. Intendente Irigoyen, junto al Estadio Brigadier General Estanislao López y al populoso "Barrio Centenario".
El barrio fue diseñado en 1978 por el estudio de arquitectura Baudizzone-Díaz-Erbin-Lestard-Varas, para un concurso de proyectos del FONAVI (Fondo Nacional de la Vivienda), una entidad nacional fundada en 1972 que tuvo como objetivo solucionar el conflicto de la vivienda pública, hasta su desmantelamiento en los años '90.
El plan original contemplaba 1289 viviendas, una plaza, juegos infantiles, una capilla, un centro de salud, canchas para deportes y tanques de agua a gran escala para abastecer al barrio. En total, 86.000 m² cubiertos. Los edificios fueron construidos con sistemas industrializados (modelo Outinord), pero el eje de la propuesta de los arquitectos, fue rescatar el formato de "manzanas" cuadradas que caracteriza a las ciudades de Latinoamérica organizadas en damero por los españoles, en desmedro de las nuevas ideas para barrios sociales que en los años '70 solían construirse como torres, tiras de departamentos o conjuntos distribuidos sobre un parque amplio.
La propuesta de Baudizzone-Díaz-Erbin-Lestard-Varas fue la división del terreno asignado en 12 manzanas cuadradas de 75 metros de lado, con los perímetros de cada manzana marcados por los edificios de vivienda de planta baja y tres pisos, dejando el "pulmón" de cada manzana abierto como patio interior de las viviendas, haciendo que la vida social de los vecinos buscara volcarse hacia el lado interno de su bloque de vivienda. Unos pasos en las esquinas y unos elementos en forma de portal conducen desde el espacio exterior a la manzana hacia los patios interiores, atravesándolos. En el interior de las manzanas residenciales, escaleras exteriores dan acceso a dos viviendas por cada piso, mediante pasarelas que recorren las fachadas.
En el centro del conjunto, cuatro manzanas se "quiebran" en sus vértices para dar espacio a la plaza pública que es el núcleo del Barrio Centenario, en donde se encuentran los tanques de agua, juegos infantiles, la capilla, y la zona comercial al estilo de las clásicas ciudades latinoamericanas, organizada a nivel peatonal con una serie de “recovas” o galerías que amplían las veredas y les dan cobertura para destacar los locales comerciales. El aspecto de estas galerías recuerda al Bloque Monte Amiata en Gallaratese (Milán) del arquitecto italiano Aldo Rossi.
Mientras avanzaba la construcción, se encargó a los arquitectos el diseño de 200 viviendas más, una escuela, una guardería y un supermercado, organizados sobre una "super-manzana" que dio cierre al conjunto urbano del Barrio Centenario sobre el lado de la Avenida Circunvalación. Finalmente, de esta expansión, sólo llegaron a construirse la escuela “Simón Bolívar” y la guardería: ni el supermercado ni la manzana extra con 200 viviendas más se finalizaron, quedando terrenos libres.